# Trofeo Laigueglia 2004
Il Trofeo Laigueglia 2004, quarantunesima edizione della corsa, si svolse il 17 febbraio 2004, su un percorso di 183,3 km. La vittoria fu appannaggio dell'italiano Filippo Pozzato, che completò il percorso in 4h35'28", precedendo il connazionale Lorenzo Bernucci e il lettone Romāns Vainšteins.
I corridori che presero il via da Laigueglia furono 194, mentre coloro che portarono a termine il percorso sul medesimo traguardo furono 96.

## Ordine d'arrivo (Top 10)
| Pos. | Corridore            | Squadra              | Tempo    |
| ---- | -------------------- | -------------------- | -------- |
| 1    | Filippo Pozzato      | Fassa Bortolo        | 4h35'28" |
| 2    | Lorenzo Bernucci     | Landbouwkrediet      | s.t.     |
| 3    | Romāns Vainšteins    | Lampre               | s.t.     |
| 4    | Serhij Hončar        | De Nardi             | s.t.     |
| 5    | Luca Paolini         | Quick Step-Davitamon | s.t.     |
| 6    | Markus Zberg         | Team Gerolsteiner    | s.t.     |
| 7    | Daniele Pietropolli  | Tenax-Menikini       | s.t.     |
| 8    | Paolo Bossoni        | Lampre               | s.t.     |
| 9    | Massimiliano Gentili | Domina Vacanze       | s.t.     |
| 10   | Massimo Giunti       | Domina Vacanze       | s.t.     |